# Mammillaria herrerae
Espèce
Statut de conservation UICN

 CR A2ad; B1ab(v)+2ab(v) : 
En danger critique
Statut CITES
Mammillaria herrerae est une espèce de cactus du genre Mammillaria dont l'épithète herrerae provient du biologiste et naturaliste mexicain Alfonso Herrera (1870-1942), fondateur du jardin zoologique de Chapultepec en 1923.

## Description

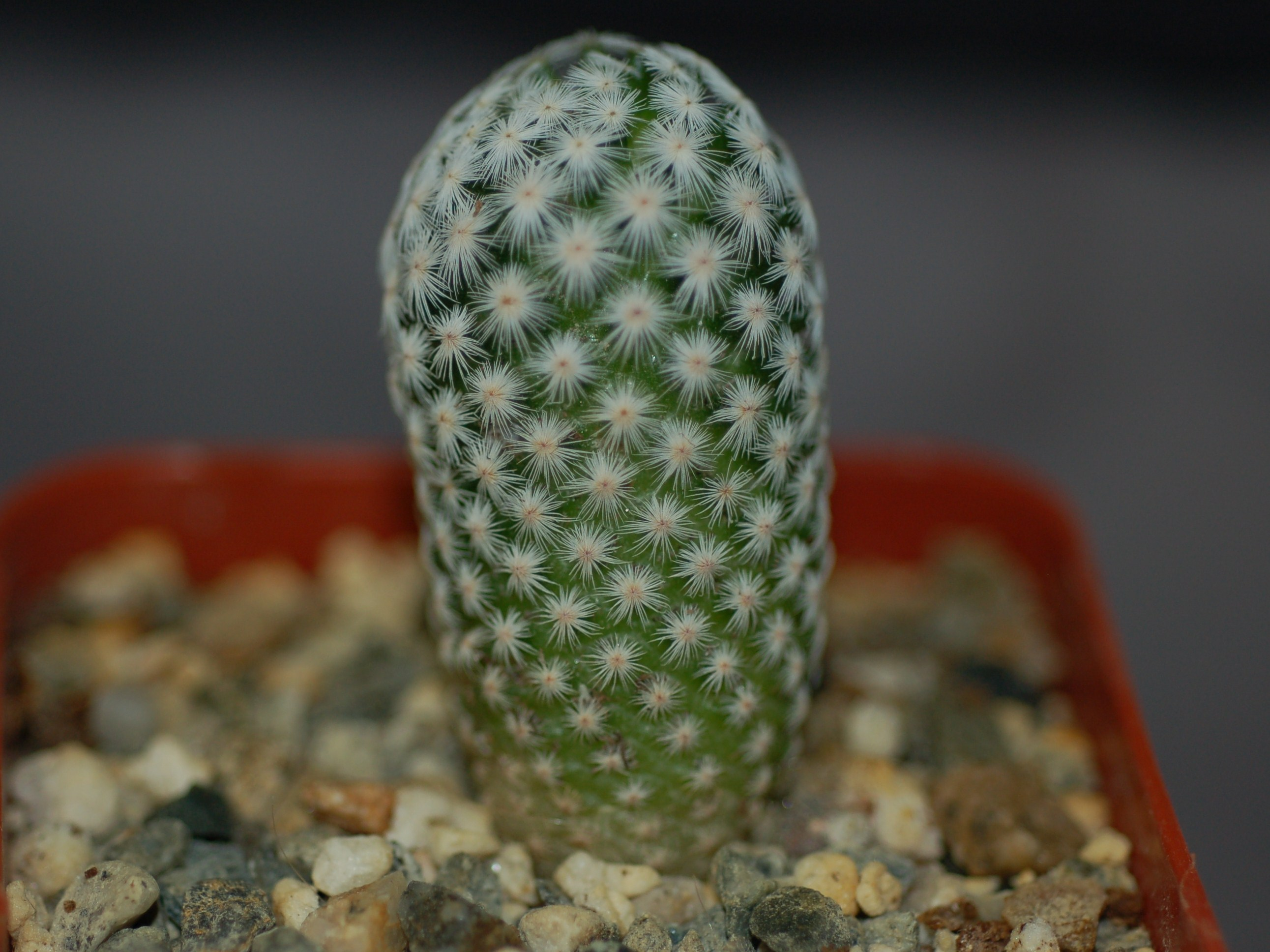
Photographie d'un sujet Mammillaria herrerae

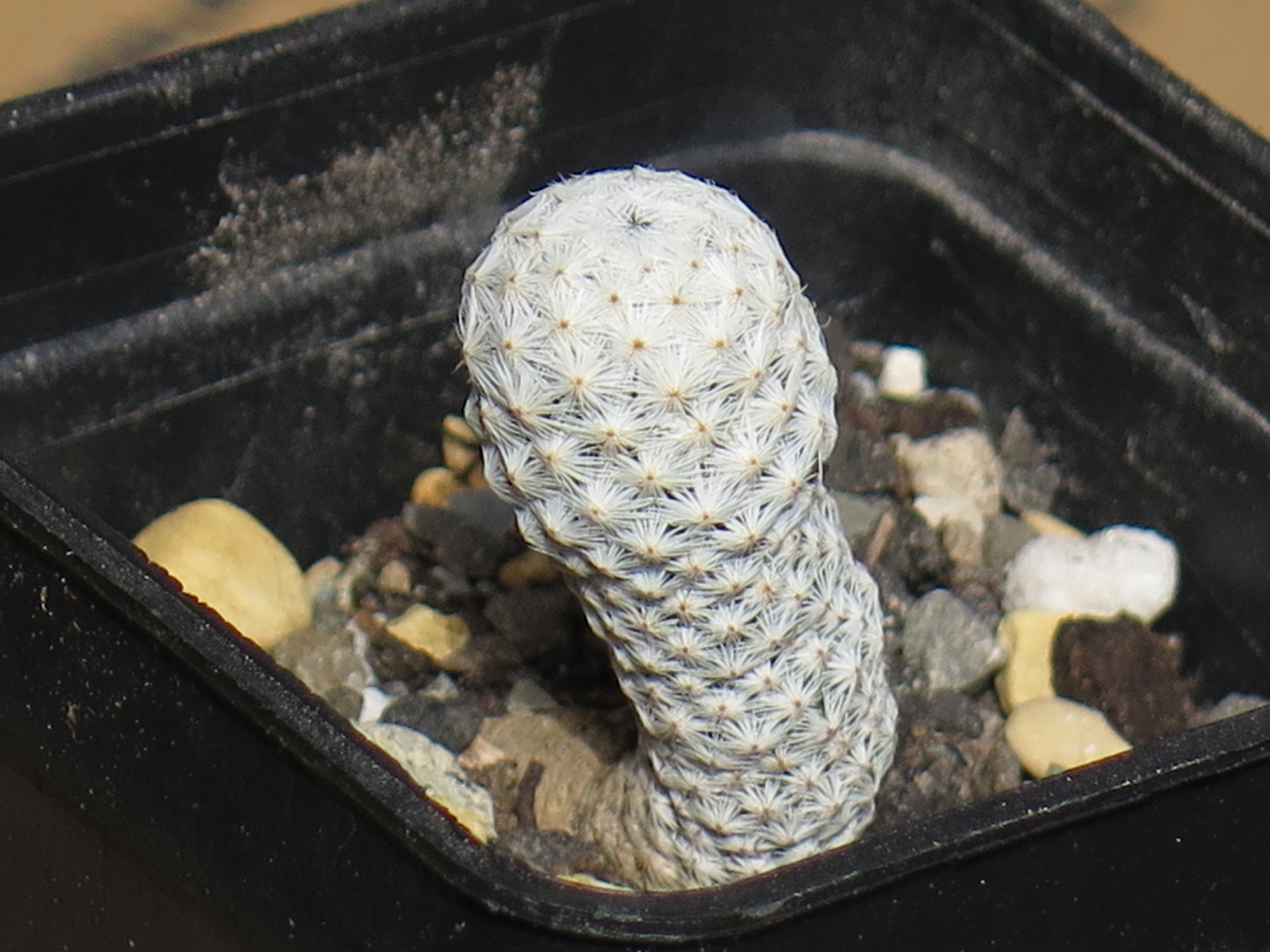
Une petite plante de Mammillaria herrerae v albiflora

Ce petit cactus forme une boule ou un cylindre pouvant mesurer 3,5 cm de diamètre, avec des mamilles serrées jusqu'à une centaine d'épines blanches horizontales et fines de un à cinq millimètres de longueur, donnant un aspect blanc à la plante. Ses fleurs rose carmin mesurent un peu moins de trois centimètres de largeur et plus de deux centimètres de longueur. Ses fruits sont blanchâtres et ses graines brun foncé.

## Habitat
Ce cactus est originaire de la région de San Luis Potosi et des environs de Queretaro. Il est en danger critique d'extinction dans son habitat naturel.

## Culture
Mammillaria herrerae nécessite beaucoup de soleil et aucune humidité durable. La variété Mamillaria herrerae var. albiflora Wedermann possède des fleurs blanches plus grosses.

## Synonymes
- Chilita herrerae (Werderm.) Buxb. (1954, nom. inval. ICBN-Article 33.3), Escobariopsis herrerae (Werderm.) Doweld (2000) et Mammillaria herrerai Fric (1924, nom. inval. ICBN-Article 32.1c).

## Biographie
- (de) Wilhelm Barthlott, Kakteen, Stuttgart, Belser Verlag, 1977